# Hermann von Schenck
 (juin 2023).
Pour les articles homonymes, voir Schenck.
Hermann Otto von Schenck (né le 17 mars 1824 à Potsdam et mort le 4 février 1911 à Berlin) est un lieutenant général prussien.

## Biographie
Hermann est le fils du chef forestier Wilhelm von Schenck (1764-1835) et de sa femme Wilhelmine, née von Grolmann (1789-1875). Son grand-père paternel est le Generalleutnant Wilhelm Friedrich Schenck von Flechtingen (de), et du côté de sa mère le conseiller d'État Heinrich Dietrich von Grolman.

### Carrière militaire
Schenck étudie à l'institut Frédéric-Guillaume de Berlin puis s'engage le 26. avril 1841 dans le 8e régiment de hussards (de) de l'armée prussienne. En janvier 1842, il est muté au régiment de hussards du Corps de la Garde et promu sous-lieutenant en juillet 1842. Dans les années suivantes, Schenck continue à gravir les échelon et, en tant que capitaine nommé chef d'escadron le 31 mai 1859. Transféré le 8 mai 1863 dans le 2e régiment d'uhlans de la Garde et promu major en mars 1866, Schenck participe à la bataille de Sadowa la même année en tant qu'officier d'état-major régulier pendant la guerre contre l'Autriche. Après la fin de la guerre, à la mi-septembre 1866, il est transféré à l'état-major du 7e régiment de hussards. Le 22 mars 1868, Schenck est nommé commandant du 4e régiment de dragons (pl) et à ce poste est promu lieutenant-colonel le 19 juin 1869. Avec son régiment il participe aux batailles de Wissembourg, Frœschwiller-Wœrth, Sedan et du Mont Valérien en 1870/71 lors de la guerre franco-prussienne. Le 6 septembre 1870, Schenck reçoit la croix de fer de 2e classe. Il participe également au siège de Paris et aux batailles d'Oches, de Valenton, de Bicêtre, de Bougival et de Malmaison.
Du 24 juin 1871 au 14 juin 1875, Schenck commande le 3e régiment d'uhlans de la Garde, devient colonel le 18 août 1871, puis reçoit le commandement de la 1re brigade de cavalerie de la Garde sous position à la suite de son régiment. L'année suivante, il est promu major général le 30 mai. Le 21 mars 1882, Schenck quitte la brigade et est d'abord transféré aux officiers de l'armée avec la promotion subséquente au grade de lieutenant général. Ce n'est que le 15 avril 1882 que Schenck est affecté à une nouvelle mission et devient commandant de la 14e division d'infanterie à Düsseldorf. Le 17 octobre 1883, il est mis à la retraite avec attribution de l'étoile de l'ordre de l'Aigle rouge de 2e classe avec feuilles de chêne.
En reconnaissance de ses longues années de service, il reçoit le 18 janvier 1896 l'ordre de la Couronne de 1re classe et, en outre, le 1er janvier 1902, Guillaume II confère à Schenck l'uniforme du 3e régiment d'uhlans de la Garde.
Il est seigneur de Kavenchin.

### Famille
Il se marie le 22 avril 1858 à Potsdam avec Luise von Luck (1833–1873), fille du général prussien d'infanterie Hans von Luck. Le mariage donne naissance aux enfants suivants:
- Lilli (née en 1859) marié avec Hugo von Wilamowitz-Moellendorff (1840–1905), président de la province de Posnanie
- Thérèse (née en 1861)
- Auguste (1863–1872)
- Walter (né en 1867), Rittmeister prussien marié en 1912 avec Henriette von Kalckreuth (né en 1886)